# Antoni Karśnicki
Antoni Karśnicki również Karsznicki (ur. 11 grudnia 1776 w Jazłowcu, zm. 8 marca 1844 w Warszawie) – rotmistrz wojsk austriackich, dramatopisarz, malarz, hrabia.

## Życiorys
Urodził się w 1776 w Jazłowcu, w Galicji. Rodzicami jego byli Walenty Karśnicki z Karśnic herbu Leliwa i Franciszka Zakrzewska. W wojsku austriackim dosłużył się stopnia rotmistrza. Był członkiem Stanów Galicyjskich oraz c.k. Podkomorzym, w 1821 otrzymał tytuł hrabiowski.
Żonaty z Julią Głogowską, miał córkę Hortensję. Zmarł 8 marca 1844 i pochowany został na cmentarzu Łyczakowskim.

## Twórczość
Znany jest jeden jego obraz, przedstawia on Śmierć Poniatowskiego i znajdował się w sali gmachu biblioteki Ossolińskich we Lwowie. 

### Literatura
W spuściźnie są trzy utwory epickie wierszem i jeden prozą:
- „Wyspa St. Helena, poemat w czterech pieśniach” — przez hr. A. K. Drukiem Breitkopf & Haertel w Lipsku;
- „Dwaj bracia we Włoszech, powieść rycerska” — tom I Pism. Lwów, ;
- „Przypomnienia wojenne z roku 1796 i 1797 nad Renem” — przez Antoniego hr. Karśnickiego napisane. Lwów 1836
- „Wyciąg z dziennika powtórnej podróży do Włoch” przez A. hr. Karśnickiego. Lwów 1842

### Dramaturgia
Znanych jest trzynaście utworów scenicznych: wśród nich jest osiem komedii, cztery tragedie i jeden dramat.
Siedem z nich opublikowane były w „Pismach” i są dostępne:
- „Sąd Czarnieckiego“ — tragedia,
- „Męga“ — tragedia wystawiona we Lwowie 4 marca 1834,
- „Alfons X, król Kastylii i Leonu“ — tragedia,
- „Układ zawczesny“ — komedia wystawiona we Lwowie 16 listopada 1835,
- „Łatwy“ — komedia,
- „Skąpiec czyli dwóch Karolów“ — komedia wystawiona we Lwowie 25 lutego 1835,
- „Wróżka czyli poseł“ — komedia

W rękopisach znajdujących się w zbiorach wrocławskiego Ossolineum pozostają trzy utwory:
- „Rozwód czyli Polka w Niemczech“ — komedia wystawiona we Lwowie 25 listopada 1836,
- „Ami czyli polowanie na pokojach królowej Elżbiety“ — dramat wystawiony we Lwowie 14 lutego 1840,
- „Poręka czyli Anglik na Podlasiu“ — komedia wystawiona we Lwowie 24 marca 1843.

Znane tylko z tytułów są pozostałe trzy utwory:
- „Aleksander Farnese“ — tragedia,
- „Przewóz przez rzekę Sołę“ — komedia,
- „Szwedka“ — komedia.